# 河东乡 (金川县)
河东乡，是中华人民共和国四川省阿坝藏族羌族自治州金川县下辖的一个乡镇级行政单位。

## 行政区划
河东乡下辖以下地区：
八字口村、科尔纳村、达尔甲村和结木村。